# Простые вещества

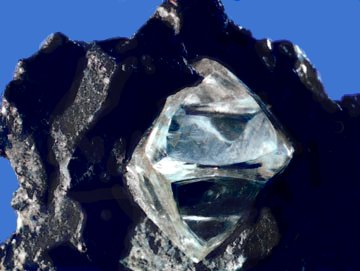
Аллотропная модификация углерода — алмаз (в материнской породе)

Просты́е вещества́ — химические вещества, состоящие исключительно из атомов одного химического элемента, в отличие от сложных веществ. 
Простое вещество является формой существования химических элементов в свободном виде; или, иначе говоря, химический элемент, не связанный химически ни с каким другим элементом, образует простое вещество. Известно свыше 400 разновидностей простых веществ.
В зависимости от типа химической связи между атомами простые вещества могут быть металлами (Na, Mg, Al, Bi и др.) и неметаллами (H2, N2, Br2, Si и др.).
Примеры простых веществ: молекулярные (O2, O3, H2, Cl2) и атомарные (He, Ar) газы; различные формы углерода, иод (I2), металлы (не в виде сплавов).

## Аллотропные модификации

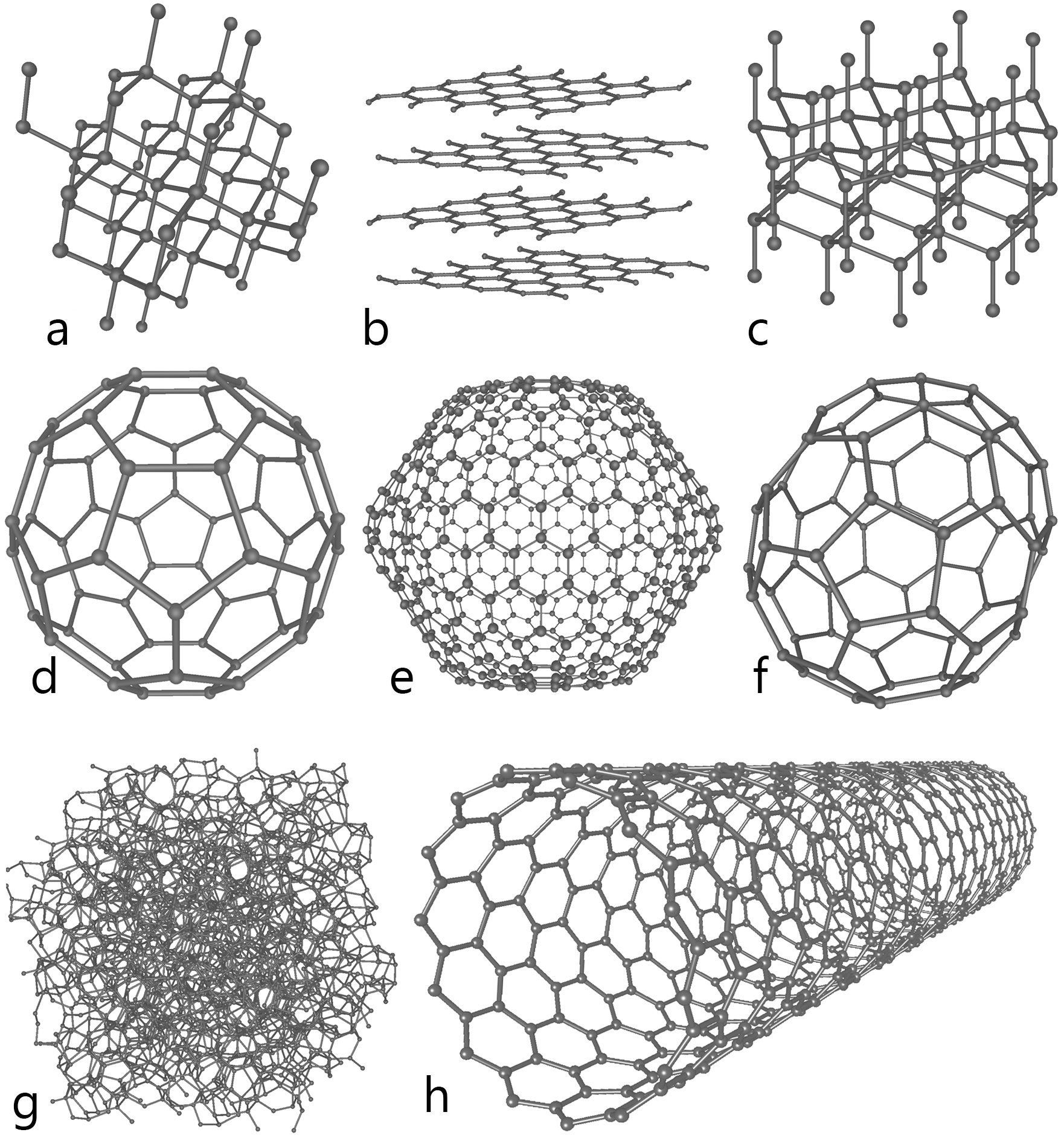
Схемы строения различных модификаций углерода
a: алмаз, b: графит, c: лонсдейлит
d: фуллерен — букибол C60, e: фуллерен C540, f: фуллерен C70
g: аморфный углерод, h: углеродная нанотрубка

Один и тот же химический элемент зачастую может образовывать несколько типов простых веществ (аллотропия), называемых аллотропными модификациями. Явление аллотропии может быть обусловлено либо различным составом молекул данного элемента (аллотропия состава), либо различным строением молекул и способом размещения молекул (атомов) в кристаллах (аллотропия формы). Способность элемента к образованию соответствующих аллотропных модификаций обусловлена строением атома, которое определяет тип химической связи, строение молекул и кристаллов.
Различные аллотропные модификации могут переходить друг в друга. Для данного химического элемента его аллотропные модификации всегда различаются по физическим свойствам и химической активности (например, озон активнее кислорода, температура плавления алмаза больше, чем фуллерена).

## Агрегатное состояние
При нормальных условиях соответствующие простые вещества для 11 элементов являются газами (H, He, N, O, F, Ne, Cl, Ar, Kr, Xe, Rn), для 2 — жидкостями (Br, Hg), для остальных элементов — твёрдыми телами.
При комнатной температуре (либо близкой к ней) 5 металлов находятся в жидком либо полужидком состоянии, так как их температура плавления близка к комнатной:
- Ртуть (−39 °C)
- Франций (27 °C)
- Цезий (28 °C)
- Галлий (30 °C)
- Рубидий (39 °C)

## Отношение понятий
Понятия «атом», «химический элемент» и «простое вещество» не следует смешивать. «Атом» — конкретное понятие, так как атомы существуют реально. «Химический элемент» — это собирательное, абстрактное понятие; в природе химический элемент существует в виде свободных или химически связанных атомов, то есть простых и сложных веществ.
Также нужно различать свойства (характеристики) простого вещества (совокупности частиц) и свойства (характеристики) химического элемента (изолированного атома определённого вида), см. таблицу ниже:
| Характеристики химического элемента | Характеристики простого вещества |
| --- | --- |
| атомный номер относительная атомная масса изотопный состав распространённость в природе положение в периодической системе строение атома энергия ионизации сродство к электрону электроотрицательность степени окисления валентность аллотропные модификации химический знак … | окраска запах электропроводность теплопроводность растворимость твёрдость температура кипения температура плавления вязкость молярная масса оптические свойства магнитные свойства химическая формула … |

Названия химических элементов и соответствующих простых веществ совпадают в большинстве случаев. Однако существуют и исключения. Например, названия аллотропных модификаций кислорода — кислород (дикислород O2) и озон; углерода — алмаз, графит, карбин, фуллерен.
Каждый химический элемент имеет своё условное обозначение — химический знак (символ). В ряде случаев химический знак может также выражать состав простого вещества (Zn, B, C, Ar). Однако, например, символ O обозначает только химический элемент, простое вещество «кислород» имеет формулу O2.